# X1 (группа)
X1 (кор. 엑스원; ром: Ekseuwon, произносится как X-One) — южнокорейский бойз-бенд, сформированный в 2019 году компанией CJ E&M через четвёртый сезон реалити-шоу на выживание Produce X 101 от телеканала Mnet. Группа состояла из 11 участников набранных с разных агентств: Хан Сыну, Чо Сынёна, Ким Усока, Ким Ёхана, Ли Хангёль, Чха Джунхо, Сон Донпё, Кан Минхи, Ли Ынсана, Сон Хёнджуна и Нам Дохёна. Группа дебютировала 27 августа 2019 года с мини-альбомом Emergency: Quantum Leap. 6 января 2020 года группа была расформирована из за разногласий с агентствами участников.

## Название
Название группы, X1, было предложено нетизенами через официальный сайт Produce X 101 и выбрано CJ E&M. Оно было взято из названия песни «X1-MA», вдобавок X1 в римских цифрах означает 11, то есть 10 участников + участник X.
19 августа X1 объявили название своего фандома «ONE IT» (Уан Ит). Название «One It» имеет два значения. 
One It — означает, что фанаты являются важными людьми для X1. Каждый фанат важен. 
One  It (원잇) имеет значение (созвучно с) 'Want it'. Означает 'Желая для X1'

## История

### Пре-дебют: Формирование черезProduce X 101
X1 были сформированы через серию реалити-шоу на выживание Produce X 101, которая транслировалась на Mnet с 3 мая до 19 июля 2019 года. Из всех 101 трейни в финал прошли лишь 20, 10 из них были отобраны голосованием аудитории в последнюю неделю шоу. Последний участник, известный как ранга X, выбирается из оставшихся стажеров с самыми высокими комбинированными голосами во всех эпизодах шоу. Все участники объявляются через прямую телевизионную трансляцию 19 июля 2019 года.
До начала программы многие участники уже были активны в музыкальной индустрии. Чо Сынён дебютировал в качестве участника UNIQ в 2014 году. Он также дебютировал в качестве сольного исполнителя и музыкального продюсера под сценическим псевдонимом Luizy в 2016 году, прежде чем изменить его на WOODZ в 2018 году. Он известен тем, что спродюсировал дебютную песню Idol Producer «It’s Ok». Ким Усок дебютировал в UP10TION под сценическим именем Ушин в сентябре 2015 года, он также являлся ведущим The Shoiw наряду с финалисткой первого сезона Produce 101 и бывшей участницей I.O.I Чон Соми. Хан Сыну дебютировал в качестве участника и лидера Victon в ноябре 2016 года. Ли Хангёль ранее дебютировал в качестве участника балладной группы Yama и Hotchicks Entertainment IM и соревновался со своими коллегами-участниками IM в The Units, где он занял 13-е место. Нам Дохён был участником в Under Nineteen в качестве участника рэп-команды и оказался на 42-м месте на шоу.
Их контракт был рассчитан на 5 лет после дебюта, с 2,5-летним эксклюзивным контрактом и другим 2,5-летним неисключительным контрактом, что означает, что отдельные участники могут вернуться, чтобы совместно продвигаться в своих агентствах и группах после того, как первая половина их контракта закончится.

### 2019: Дебют
После финала, 11 участников подписали контракт с Swing Entertainment, лейбл, под управлением которого были Wanna One, финалисты второго сезона..
22 августа состоялась премьера реалити-шоу группы X1 Flash на телеканале Mnet. Реалити-шоу показывает, как участники готовились к своему дебюту и дает представление об их реальной жизни. 1 августа был объявлен дебютный мини-альбом Emergency: Quantum Leap с заглавной песней «Flash», написанный Score, Megatone и Onestar (Monotree). Группа дебютировала 27 августа 2019 года и в тот же день провела шоукейс в Gocheok Sky Dome. 3 сентября X1 выиграли своею первую победу на музыкальном шоу The Show через неделю после дебюта..
5 ноября Ан Джун Ён, продюсер Produce X 101, был арестован, и позднее он признался в фальсификации рейтинга шоу. Это повлияло на имидж X1 и привело к отмене нескольких публичных выступлений. Mnet объявили, что в настоящее время нет планов по продвижению группы. 30 декабря 2019 года выяснилось, что X1 возобновит деятельность с компенсацией жертвам голосования.

### 2020: Расформирование
6 января 2020 года CJ ENM, Swing Entertainment и отдельные агентства участников провели встречу, чтобы определить будущее группы. После часа размышлений о том, следует ли группе продолжать продвижение или распустить, агентства участников провели тайное голосование. Агентства договорились до голосования, что группа может продолжить работу только при единодушном согласии, иначе группа будет распущена. Четыре агентства проголосовали за продолжение, четыре агентства проголосовали за роспуск, а одно агентство, голосование которого было неясным, было в конечном итоге отклонено. Таким образом, было решено, что группа будет распущена. Хотя члены X1 не были приглашены на встречу, генеральный директор Swing Чо Ю Мён выразил коллективное желание присутствовать на ней.
После того, как было принято решение о роспуске группы, CJ ENM предложили выпустить ранее записанный зимний трек в качестве прощальной песни, но эта идея была отклонена двумя или тремя агентствами участников. Точно так же предложение одного из агентств записать прощальное видео было отклонено другим агентством.

## Участники
| Дебютный ранг | Настоящее имя | Настоящее имя      | Дата рождения | Позиция в группе                            | Агентство              | Нынешняя деятельность       |
| Дебютный ранг | Русский       | Хангыль, корейский | Дата рождения | Позиция в группе                            | Агентство              | Нынешняя деятельность       |
| ------------- | ------------- | ------------------ | ------------- | ------------------------------------------- | ---------------------- | --------------------------- |
| 3             | Хан Сын У     | 한승우             | 24.12.1994    | Лидер, главный вокалист                     | Play M Entertainment   | Victon, сольный певец       |
| 5             | Чо Сын Ён     | 조승연             | 05.08.1996    | Главный вокалист, ведущий рэпер             | Yuehua Entertainment   | UNIQ, сольный певец (WOODZ) |
| 2             | Ким У Сок     | 김우석             | 27.10.1996    | Ведущий вокалист, вижуал                    | Top Media              | UP10TION, сольный певец     |
| 1             | Ким Ё Хан     | 김요한             | 22.09.1999    | Ведущий рэпер, вокалист, центр, лицо группы | Oui Entertainment      | WEi, сольный певец          |
| 7             | Ли Хан Гёль   | 이한결             | 07.12.1999    | Главный танцор, ведущий вокалист            | MBK Entertainment      | H&D, BAE173                 |
| 9             | Ча Джун Хо    | 차준호             | 09.07.2002    | Вокалист, вижуал                            | Woollim Entertainment  | Drippin                     |
| 6             | Сон Дон Пё    | 손동표             | 09.09.2002    | Ведущий танцор, вокалист                    | DSP Media              | Mirae                       |
| 10            | Кан Мин Хи    | 강민희             | 17.09.2002    | Вокалист                                    | Starship Entertainment | Cravity                     |
| X             | Ли Ын Сан     | 이은상             | 26.10.2002    | Вокалист                                    | Brand New Music        | Сольный певец, Younite      |
| 4             | Сон Хён Джун  | 송형준             | 30.11.2002    | Ведущий танцор, рэпер, вокалист             | Starship Entertainment | Cravity                     |
| 8             | Нам До Хён    | 남도현             | 10.11.2004    | Главный рэпер, макнэ                        | MBK Entertainment      | H&D, BAE173                 |

## Достижения
До дебюта X1 дебютировали в чартах Billboard Chart на чартах Social 50 и Emerging Artists под № 6 и № 11, сделав их первыми корейскими артистами, которые попали на Social 50 до дебюта.
X1 продали более 500 000 физических копий своего мини-альбома в первую неделю продаж, следовательно, побили рекорд по самым высоким продажам в первую неделю для дебютного альбома, который был рекордом, который ранее был установлен сольным исполнителем Кан Дэниелем с его дебютным альбомом Color on Me.
В эпизоде от 19 сентября на шоу M Countdown номинантами на первое место были X1 с «Flash» и Ли Ву с «My Regards». X1 взяли победу со счетом 10,945 и счетом 4,521 Ли Ву, что в общей сложности они выиграли 11 побед в с «Flash».

## Дискография

### Мини-альбомы
| Название                | Детали альбома                                                                                   | Высшая позиция | Высшая позиция | Высшая позиция | Высшая позиция | Высшая позиция | Продажи                                                 | Certifications      |
| Название                | Детали альбома                                                                                   | KOR            | JPN            | JPN Hot.       | FRA Dig.       | US World       | Продажи                                                 | Certifications      |
| ----------------------- | ------------------------------------------------------------------------------------------------ | -------------- | -------------- | -------------- | -------------- | -------------- | ------------------------------------------------------- | ------------------- |
| Emergency: Quantum Leap | - Релиз: 27 августа, 2019 - Лэйбл: Swing Entertainment - Формат: CD, digital download, streaming | 1              | 4              | 10             | 76             | 9              | - KOR: 640,568 - JPN: 51,432 (Phy.) - JPN: 2,685 (Dig.) | - KMCA: 2× Platinum |

### Синглы
| Название | Год  | Высшая позиция | Высшая позиция | Высшая позиция | Высшая позиция | Продажи | Альбом                  |
| Название | Год  | KOR            | KOR Hot        | JPN Hot.       | US World       | Продажи | Альбом                  |
| -------- | ---- | -------------- | -------------- | -------------- | -------------- | ------- | ----------------------- |
| «Flash»  | 2019 | 26             | 3              | 25             | 15             | N/A     | Emergency: Quantum Leap |

## Фильмография

### Реалити-шоу
| Год  | Телеканал | Название      | Ссылка |
| ---- | --------- | ------------- | ------ |
| 2019 | Mnet      | Produce X 101 | [ 32 ] |
| 2019 | Mnet      | X1 Flash      | [ 33 ] |

## Награды и номинации

### Mnet Asian Music Awards
| Год  | Что номинировано | Категория                            | Результат |
| ---- | ---------------- | ------------------------------------ | --------- |
| 2019 | X1               | Артист года                          | Победа    |
| 2019 | X1               | Новый лучший мужской артист          | Победа    |
| 2019 | X1               | Выбор фанатов по всему миру (Топ 10) | Победа    |
| 2019 | X1               | Мировая икона года                   | Победа    |

### Melon Music Awards
| Год  | Что номинировано | Категория           | Результат |
| ---- | ---------------- | ------------------- | --------- |
| 2019 | X1               | Лучший новый артист | Номинация |

### Комментарии
1. ↑  Sales figures for tracks are based on digital downloads, except noted.